# LG Optimus Life
Il telefonino LG Optimus Life (noto anche come P350) è un telefono di tipo smartphone che funziona tramite il sistema operativo Android di Google Inc.. Esso possiede un processore ARM a 600 MHz, uno schermo da 2.8 pollici di tipo capacitivo e 170 MB di memoria interna (espandibili con memoria esterna fino a 32GB).
Con la fotocamera da 3 megapixel si possono scattare foto e condividerle direttamente sui siti di Social Networking di Internet.
A livello di connettività, questo telefonino supporta la maggior parte delle reti, tra cui HSDPA, Wi-Fi (classi b/g), Bluetooth 2.1 e A-GPS.
Al momento del lancio, il telefonino possiede la versione 2.2 di Android (nome in codice "Froyo"). Questo telefonino potrà essere aggiornato alla versione 2.2.2 di Android e non alle versioni successive (es. 2.3 nome in codice "Gingerbread").

## Specifiche
Esso presenta un display da 2,8 pollici a risoluzione 240x320 pixel con tecnologia touchscreen capacitiva. Il cuore di Optimus Life è costituito da un processore da 600 MHz, presumiamo un Qualcomm MSM 7227, supportato da 256 MB di memoria RAM e 170 MBdi ROM espandibile con schede microSD (scheda da 2GB inclusa nella confezione di vendita). Nella parte posteriore della scocca troviamo inserita una fotocamera con sensore da 3 megapixel senza flash e con possibilità di registrare video a 15 fps. L'autonomia è infine garantita da una batteria da 1280 mAh. Una particolare attenzione va posta riguardo alla connettività, nonostante la fascia in cui si inserisce questo smartphone, Optimus Life è dotato di connessione HSDPA, di un modulo GPS, Bluetooth e supporto alle reti Wi-Fi.